# Oxylepus deflexicollis
Oxylepus deflexicollis — жук подсемейства щитовок из семейства листоедов.

## Распространение
Встречается в Алжире, Египте, южной Франции, Греции, Израиле и южной Италии.

## Экология и местообитания
Кормовые растения — маревые (Chenopodiaceae): сарсазан шишковатый (Halocnemum strobilaceum), солерос (Salicornia), Salsola vermiculata, Salsola vera, Suaeda fruticosa и Suaeda pruinosa.